# 彼得·迪克森 (赛艇运动员)
彼得·迪克森（英語：Peter Dickson，1945年8月27日—2008年6月27日），澳大利亚男子赛艇运动员。他曾代表澳大利亚参加1968年夏季奥林匹克运动会赛艇比赛，获得男子八人单桨有舵手银牌。